# Manhattanisering

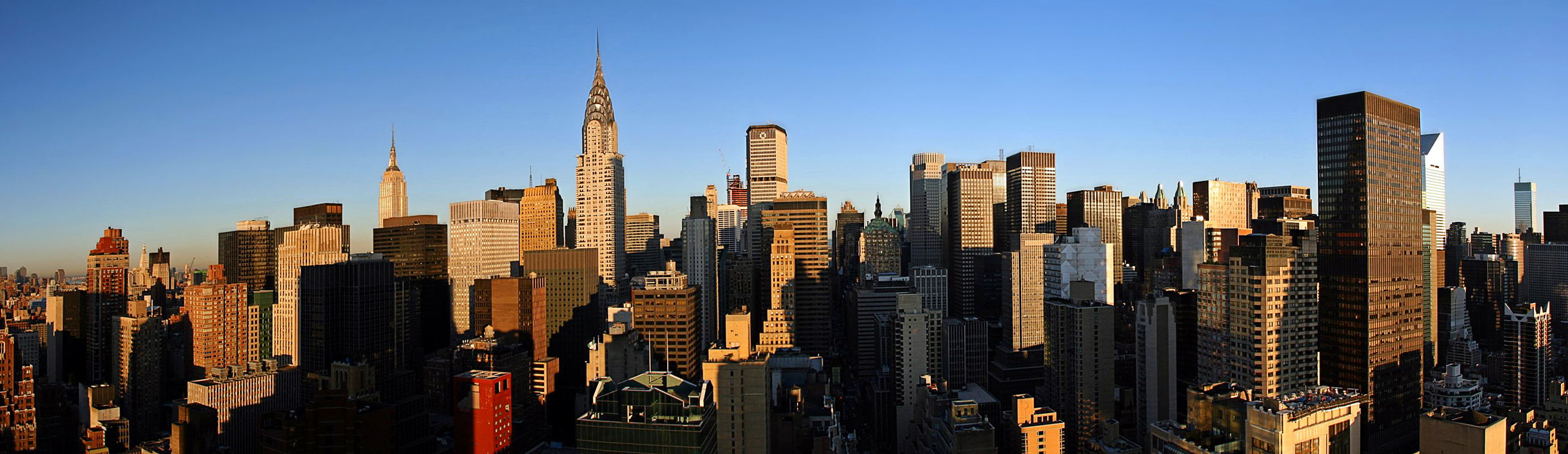
Zicht op de zeer dichte bebouwingsstructuur in Manhattan

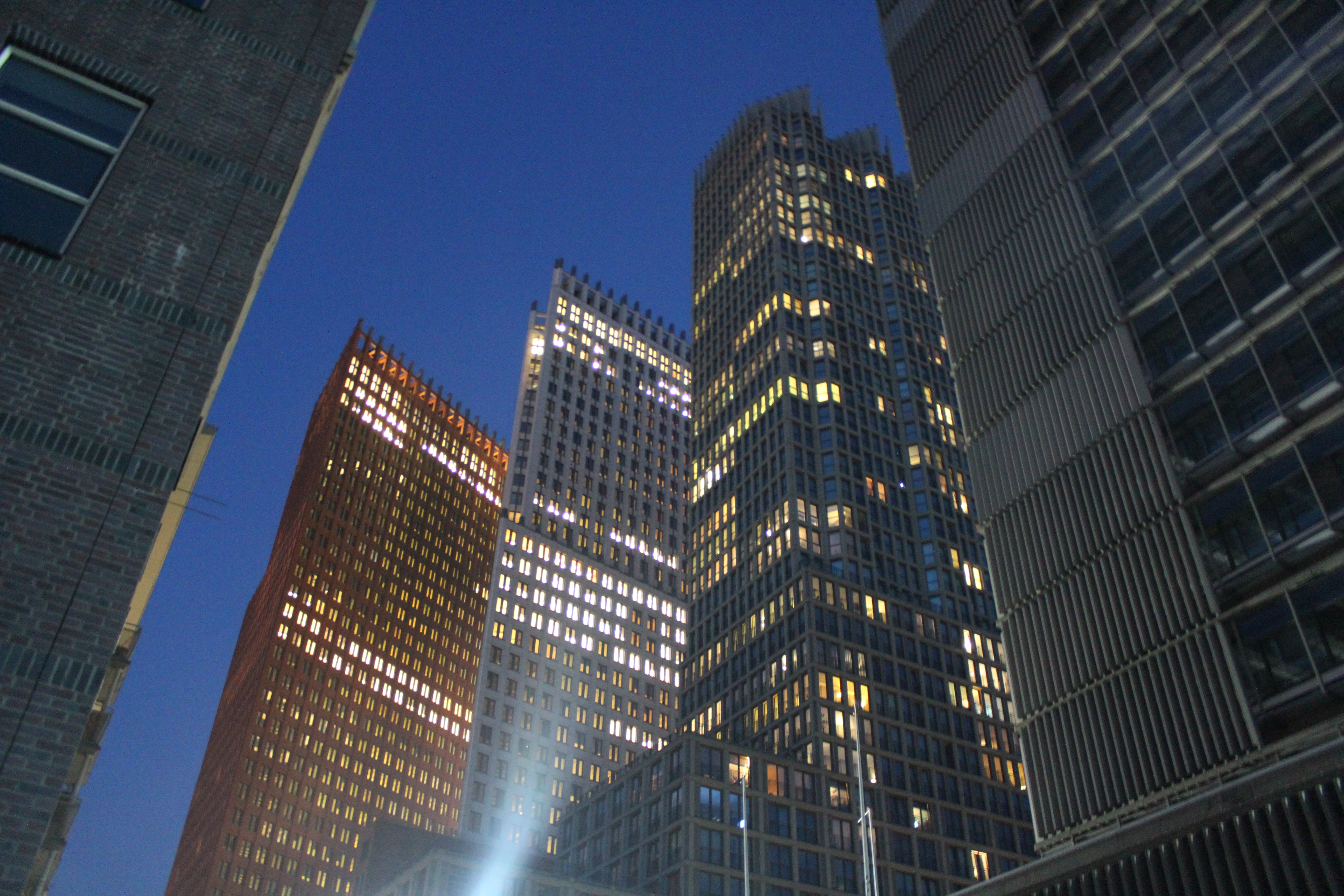
De omgeving van de Turfmarkt in Den Haag kenmerkt zich door hoge gebouwen dicht op elkaar.

Manhattanisering is een term die verwijst naar de bouw van een groot aantal hoge en dicht bijeen gelegen gebouwen in een stad. Dit resulteert in een stedelijk karakter dat verschuift naar dat van Manhattan, het meest dichtbevolkte deel van New York.

## Oorsprong
Het woord werd in de jaren 1960 en 1970 pejoratief gebruikt voor de hoogbouw die gerealiseerd werd in San Francisco. Critici van deze hoogbouw beweerden dat de wolkenkrabbers het uitzicht ontnamen op de baai en de omliggende heuvels. Door een voorzichtig planologisch regime werd het verschijnsel later meer aanvaard. 

## Voorbeelden
Manhattanisering werd tevens als buzzwoord gehanteerd voor de hoogstedelijke nieuwbouw in Las Vegas (Nevada), Dubai en Miami in de jaren 2000 en 2010. Een ander voorbeeld is de snelle nieuwbouwontwikkeling in Toronto sinds 2007. Het begrip manhattanisering is eveneens in gebruik voor vele kleinere Amerikaanse steden waar sinds 2000 veel hoge woontorens zijn gebouwd. Niettemin hebben deze kleinere steden nog een aanzienlijk lagere bevolkingsdichtheid dan Manhattan.

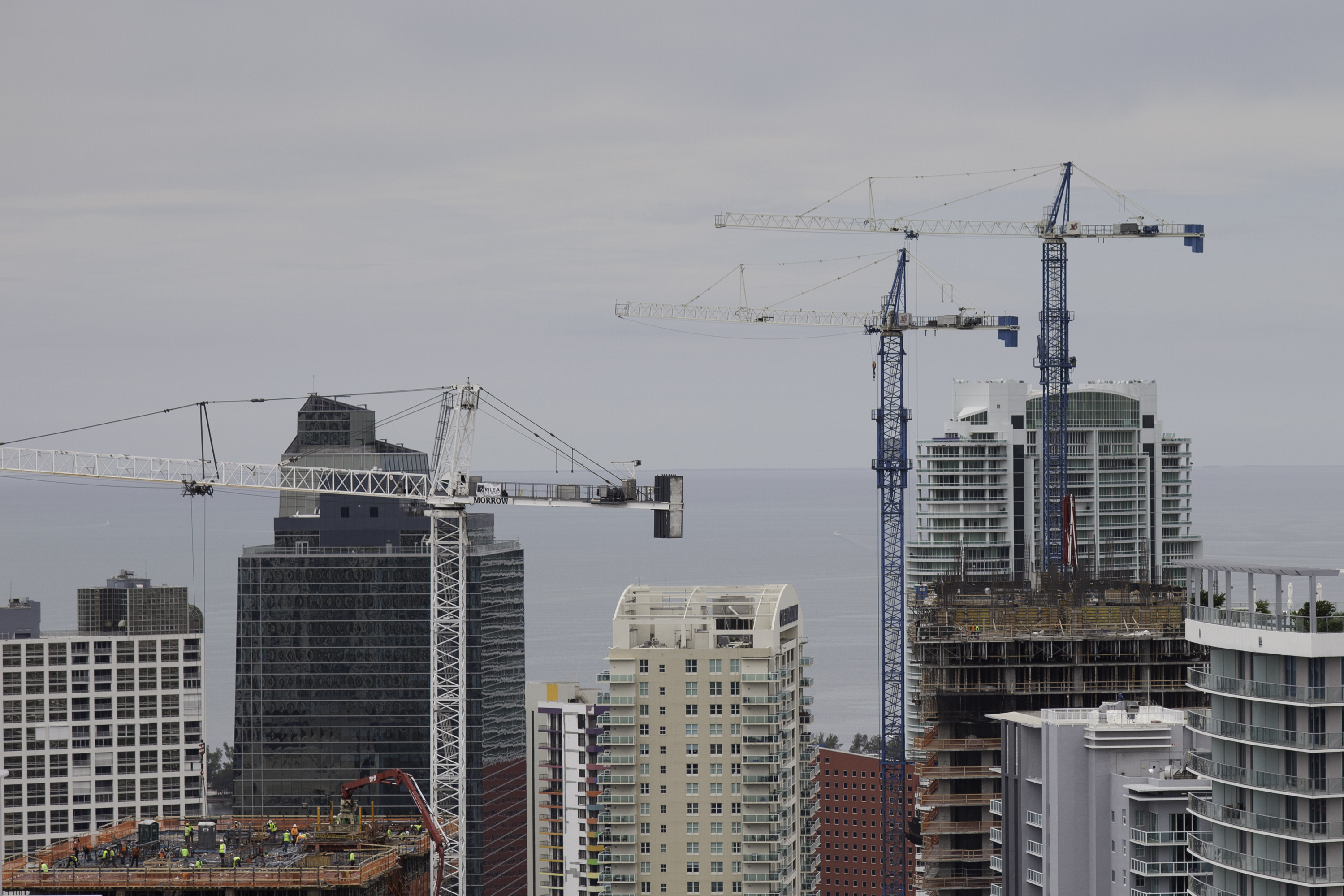
Hoge nieuwbouw in het district Brickell in Miami

### Miami
In Miami werd de term manhattanisering gebruikt voor de periode 2003-2008, waarin er een hausse aan vastgoedontwikkelingen optrad met meer dan 50 hoogbouwprojecten. Een tweede hausse op de vastgoedmarkt in Miami ving aan in 2012. Door de toevoeging van ruim 10.000 woningen kreeg het stadscentrum een impuls en werden meer verplaatsingen te voet of met het openbaar vervoer afgelegd. Miami wordt soms bestempeld als een zuidelijk Manhattan, niet alleen vanwege de hoogbouw maar ook vanwege het grote financiële district.

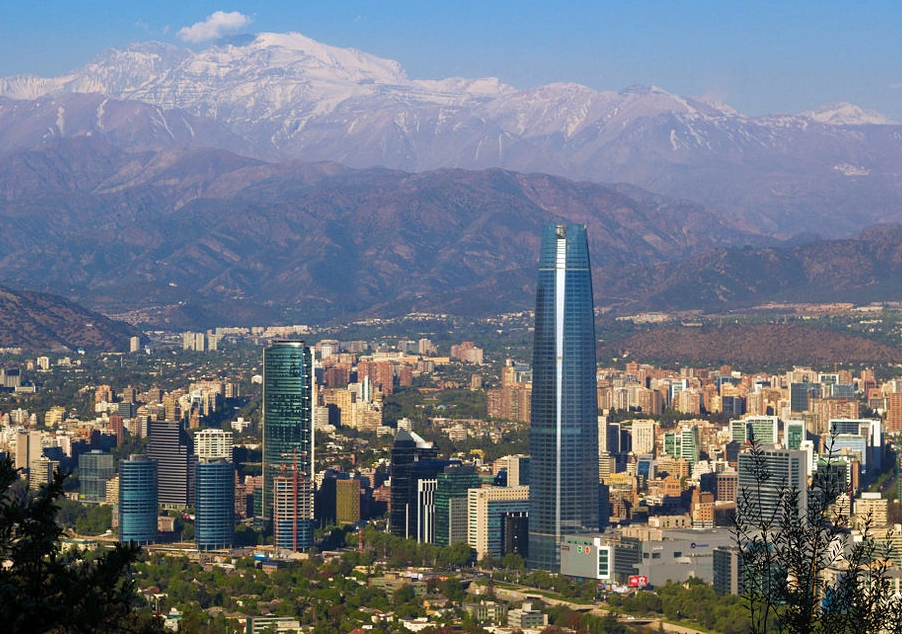
Skyline van Santiago

### Sanhattan
Sanhattan is een porte-manteauwoord dat refereert aan het ontwikkelde cluster van wolkenkrabbers in Santiago de Chile.

### Toronto
Toronto ervaart een bouwhausse sinds 2007, vooral in de ontwikkeling van appartementencomplexen en andere woontorens. In 2018 werd door de gemeenteraad van Toronto in één week de ontwikkeling goedgekeurd van 755 bouwlagen in de stad.